# Отто, Кэтрин
Кэтрин Отто (англ. Catherine Mary Otto, род. 28 мая 1953, Вашингтон) — специалист по эхокардиографии, заведующий кафедрой кардиологии имени Дж. Уорда Кеннеди-Гамильтона в Медицинском центре Вашингтонского университета. Она является автором учебников по эхокардиографии. Основными областями, в которых работает Кэтрин Отто, являются приобретённые пороки сердца, врождённые пороки сердца у взрослых и эхокардиография.

## Образование
Она получила степень бакалавра искусств в Рид-колледже в 1975 году, доктора медицины в Вашингтонском университете в 1979 году, прошла ординатуру по внутренним болезням в Нью-Йоркском госпитале-Корнеллском медицинском центре с 1979 по 1982 год и стажировку по кардиологии в Вашингтонском университете с 1982 по 1985 год.

## Карьера
Отто является экспертом по кальцификации (аортальному стенозу) и получила награду Американского колледжа кардиологии в 2011 году как выдающийся научный сотрудник (клиническая область) за свои исследования по этому вопросу. Кроме того, Отто является автором нескольких книг по кардиологии.
В январе 2014 года она была назначена главным редактором Heart, официального журнала Британского сердечно-сосудистого общества.

## Личная жизнь
29 марта 1979 года Отто вышла замуж за Роберта Фредерика Лича в округе Кинг штата Вашингтон.

## Избранные публикации
- C. Otto and B. Bonow. Valvular Heart Disease, 3rd ed, Elsevier/Saunders, 2009
- C. Otto. Textbook of Clinical Echocardiography, 4th ed, Elsevier, 2009
- D. Oxorn and C. Otto. Atlas of Intraoperative Transesophageal Echocardiography: Surgical and Radiologic Correlations, Elsevier, 2006
- C. Otto. The Practice of Clinical Echocardiography, 3rd edition. Elsevier, 2008
- C. Otto, B. Schwaegler and R. Freeman Echocardiography Review Guide, 2nd ed., Elsevier, 2011
- C. Otto and L. Gillam. 'Advanced Echocardiographic Approaches', Elsevier, 2012